# Wareika
Wareika is een muziekband uit Hamburg die in 2008 is opgericht door de leden Florian Schirmacher, Henrik Raabe en Jakob Seidensticker. Ze hebben zich genoemd naar de gelijknamige berg op Jamaica. Het trio is vooral bekend om hun live-uitvoeringen waarbij ze een combinatie van natuurlijke en elektronische muziekinstrumenten gebruiken en daarmee een genre tussen house, minimal, jazz en dub creëren.
In 2011 brachten ze een techno-versie van het wereldberoemde lied La Paloma uit, waarmee ze bekend werden. Het is een parodie op de Duitse versie van het lied (een zeemanslied) gezongen door Hans Albers in  1943, Freddy in 1961 en Heino in 1972.

## Discografie

### Albums
- 2010: Harmonie Park
- 2010: Formation (Tartelet)
- 2011: Rumba Swing Remixes
- 2013: Wternal (Visionquest)

### Singles en ep's
- 2008: Men Village
- 2008: Riders on the Storm
- 2008: Seamless (12 inch, ep)
- 2008: Belonging (12 inch)
- 2008: Impulse (12 inch)
- 2009: King's Child
- 2009: Matthias Meyer / Wareika - Infinity / Smiles
- 2009: Ascending/Descending / Baracuda (12 inch)
- 2009: Mr Raoul K Featuring Wareika - Le Triangle Peul (12 inch)
- 2011: Satyr / Wareika - Roadrunner / Rumba Swing
- 2011: Circus Company (ep)
- 2011: La Paloma (12 inch)
- 2012: Burnin (12 inch)
- 2012: Amber Vision (12 inch)
- 2013: All Little Things (12 inch)
- 2013: Wareika Feat. Derek Kamm - Madame Scorpion (12 inch)

### Compilaties
- 2011: Per Aspera Ad Astra